# The Manchurian Candidate (película de 2004)
The Manchurian Candidate es una película de suspenso estadounidense estrenada en 2004 basada en la novela The Manchurian Candidate de Richard Condon y dirigida por Jonathan Demme. Protagonizada por Denzel Washington como Bennett Marco, un tenaz y virtuoso oficial del ejército, Liev Schreiber como Raymond Shaw, un congresista de Nueva York que es manipulado para convertirse en candidato a la vicepresidencia, Jon Voight como Tom Jordan, un senador de los Estados Unidos y su contrincante, y Meryl Streep como Eleanor Shaw, senadora y la manipuladora madre de Raymond Shaw.

## Argumento
El comandante del ejército de los Estados Unidos Bennett Marco no logra conciliar el sueño, pero tampoco quiere hacerlo. Marco se pasa la vida dando conferencias acerca de la emboscada que sufrió su pelotón durante la Operación Tormenta del Desierto y el heroísmo del sargento Raymond Shaw que recibió la Medalla de Honor por salvar a los hombres de Marco. Pero, de noche, las imágenes que Marco recuerda de ese fatídico día se convierten en terribles y siniestras pesadillas. 
Marco empieza a preguntarse si los dos soldados que murieron en el fuego cruzado no sufrieron una suerte más oscura de la que indican los expedientes oficiales y si Shaw es realmente el glorioso héroe al que todos aclaman. 
Empujado por su madre, la senadora Eleanor Prentiss Shaw, Shaw se convierte en candidato a la vicepresidencia y Marco no tiene más remedio que hacer caso a sus crecientes sospechas. 
A pesar de los obstáculos (el ejército empieza a cuestionar su cordura y la seguridad alrededor de Shaw es cada vez mayor), Marco se lanza a una carrera contra el tiempo para demostrar la asombrosa e inimaginable verdad antes de que puedan llegar a la Casa Blanca.

## Elenco
- Denzel Washington como el Mayor Bennett Marco
- Meryl Streep como la senadora Eleanor Prentiss Shaw
- Liev Schreiber como el congresista Raymond Prentiss Shaw
- Jon Voight como el Senador Thomas Jordan
- Kimberly Elise como Eugenie Rose
- Jeffrey Wright como Al Melvin
- Ted Levine como el Coronel James Howard
- Bruno Ganz como Delp
- Miguel Ferrer como el Coronel Garret
- Dean Stockwell como Mark Whiting
- Jude Ciccolella como David Donovan
- Simon McBurney como Dr. Atticus Noyle
- Vera Farmiga como Jocelyn Jordan
- Obba Babatundé como el Senador James Wells
- Zeljko Ivanek como Vaughn Utly
- Anthony Mackie como Robert Baker III
- Tom Stechschulte como el Gobernador Robert "Bob" Arthur
- Robyn Hitchcock como Laurent Tokar
- David Keeley como el Agente Evan Anderson
- Pablo Schreiber como Eddie Ingram